# Iliana
Iliana este un gen de fluturi din familia Hesperiidae. 

## Specii
- Iliana heroica Evans, 1953
- Iliana heros  Mabille & Boullet, 1916
- Iliana purpurascens  Mabille & Boullet, 1912
- Iliana remus E.L. Bell, 1937
- Iliana romulus E.L. Bell, 1937